# Kaznaja
Kaznaja (arab. كزناية, Kaznāya; fr. Gueznaia) – miasto w północnym Maroku, w regionie Tanger-Tetuan-Al-Husajma, w prefekturze Tanger-Asila. W 2014 roku liczyło 23 601 mieszkańców.